# Nobody Knows (Darin)
Nobody Knows è il primo singolo del 2012 di Darin, estratto dall'album in studio Exit ed è stato pubblicato il 10 febbraio 2012.

## Video musicale
Il video musicale del brano è stato pubblicato sul canale YouTube il 25 agosto 2015.

## Tracce
1. Nobody Knows – 3:36